# اوپالین
اوپالین (به انگلیسی: Eupalin) یک ترکیب شیمیایی با شناسه پاب‌کم ۵۳۵۲۰۲۰ است. 